# او-۲۱۲
زیردریایی یو-۲۱۲ (به انگلیسی: German submarine U-212) یک زیردریایی بود که طول آن ۶۷٫۱ متر (۲۲۰ فوت ۲ اینچ) بود. این زیردریایی در سال ۱۹۴۲ ساخته شد.